# Barquillero

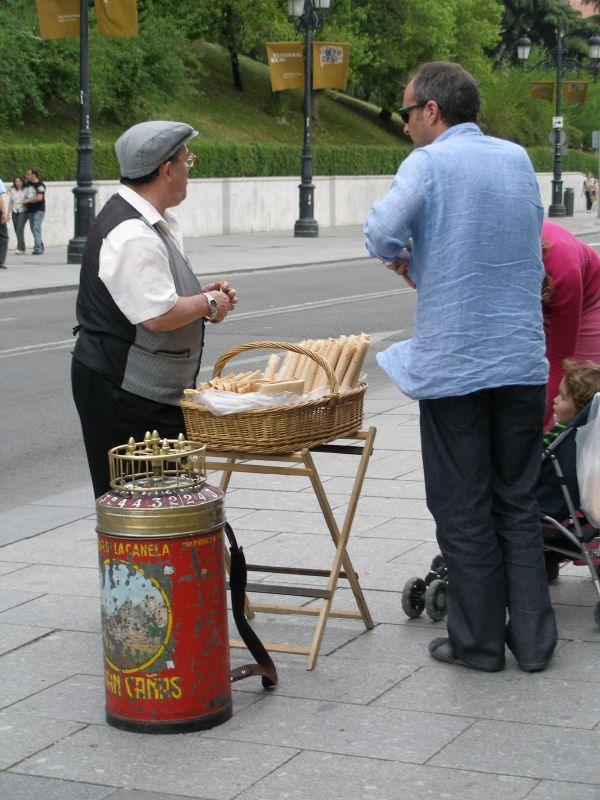
Barquillero en Madrid

Se llama barquillero a una persona que vende barquillos en la calle y lleva consigo una gran lata cilíndrica roja —denominada barquillera— con una ruleta en su parte superior. Fueron muy populares en España durante el siglo XIX y comienzos del XX.

## Historia

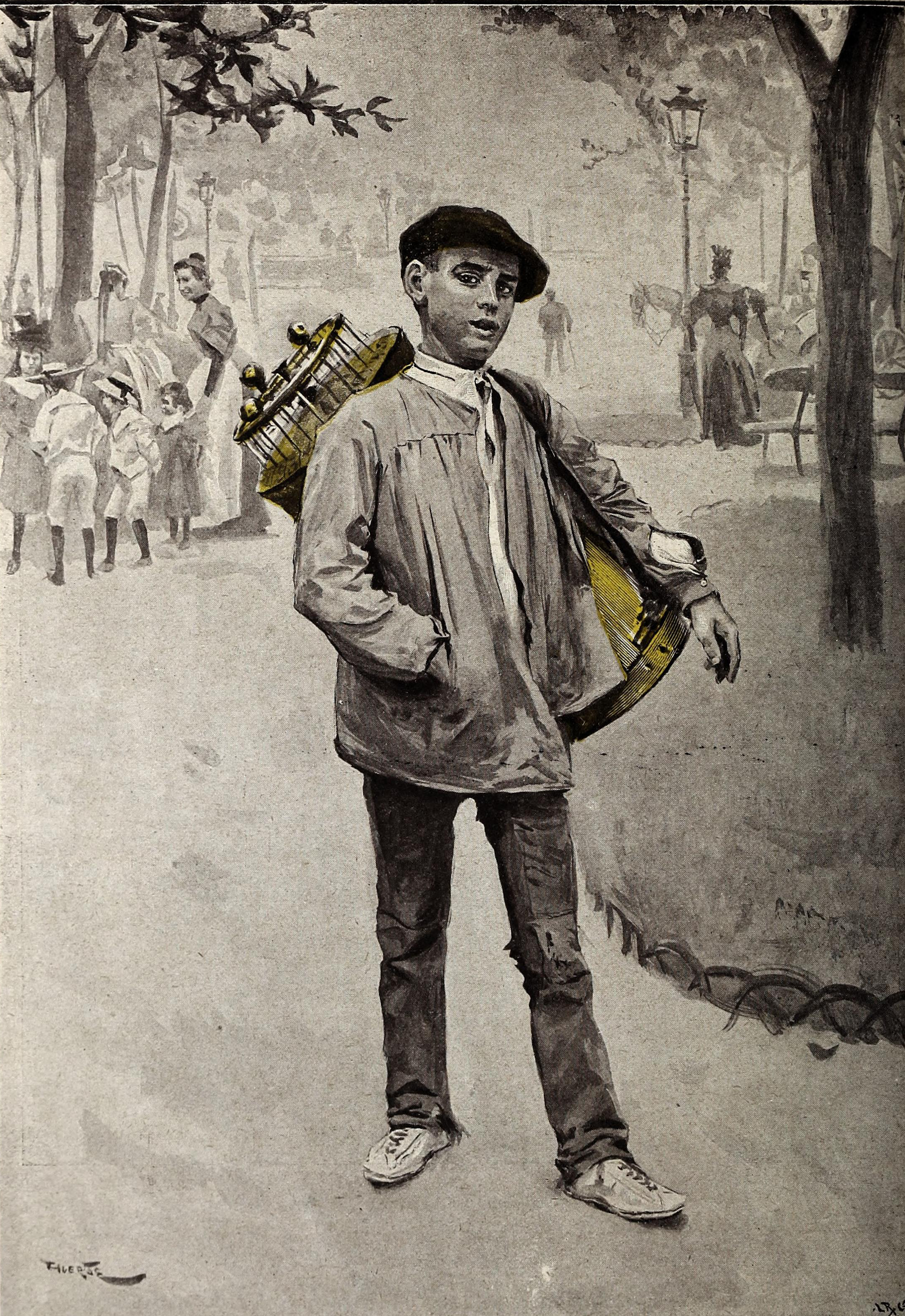
Un barquillero. Ilustración de Huertas (1899).

La venta de barquillos se convirtió en un oficio dentro de la repostería que proporcionaba el sustento económico de algunas familias. Los barquilleros recorrían las calles con su bombo o barquillera cargada a las espaldas y una cesta de mimbre donde llevaban los barquillos. Generalmente, se dirigían a los lugares donde había aglomeraciones, como ferias, mercados, fiestas o calles concurridas. 
Tradicionalmente, los barquilleros llevaban sus latas o cestas con barquillos y una ruleta en la que los compradores podían probar suerte. El juego consistía en dar vueltas a una rueda que apuntaba a diferentes números. Si había varios participantes, el que sacaba la cifra menor, pagaba todos los barquillos. Si era una sola persona, pagaba unas monedas y tenía derecho a llevarse un barquillo en cada jugada, salvo cuando caía en la casilla del clavo o los marcadores dorados, en cuyo caso perdía todo lo ganado. 
Su uniforme de trabajo consistía en un blusón rayado, una gorrilla y unas alpargatas, aunque algunos no siempre portaban este vestuario. En las fiestas de Madrid, sí se vestían de gala y sacaban su traje de chulapo. 
La tradición decayó notablemente en la segunda mitad del siglo XX, pero ha perdurado en algunas ciudades como Madrid, donde van vestidos con el traje tradicional de chulapo. Se suelen situar en plazas y parques y son habituales en las ferias y verbenas. En la actualidad, salen a vender a sitios típicos: El Rastro, el Retiro, La Catedral de la Almudena, El Palacio de Oriente, y en las fiestas típicas de Madrid ( San Isidro Labrador, la Paloma, San Cayetano ...)
En Santillana del Mar (Cantabria) se encuentra el Museo del Barquillero, en el cual se expone la historia de la tradición.

## Reclamos
¡Barquillos de canela y miel, que son ricos para la piel; mira a ver, Maribel, que no te gastas ni un clavel!
¡Al que no se come un barquillo no le sale brillo, cuidado, que te pillo!
¡Al rico barquillo de canela para el nene y la nena, son coco y valen poco, son de menta y alimentan, de vainilla  ¡que maravilla!, y de limón qué ricos, qué ricos , ¡qué ricos que son!

## Galería

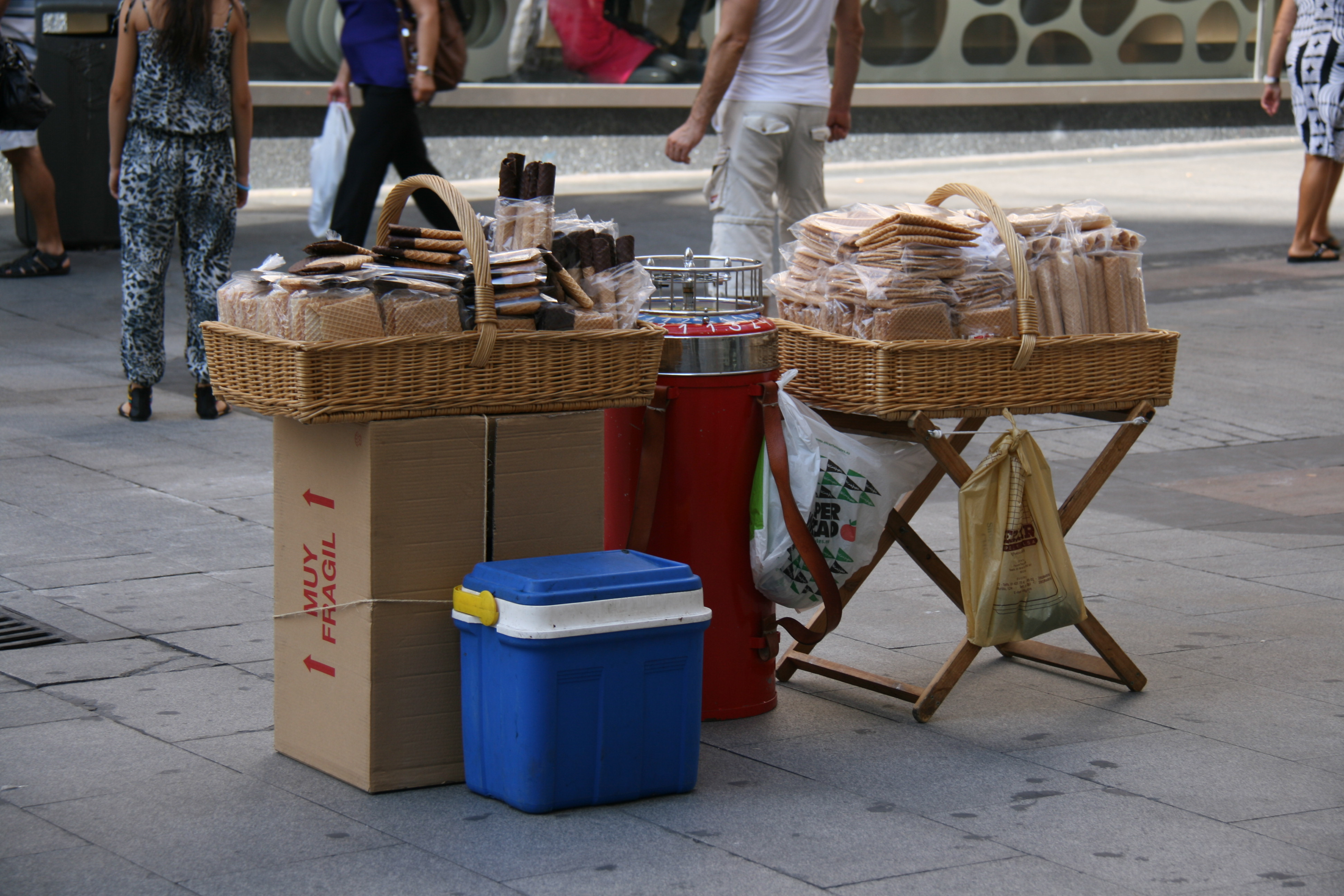
Puesto de barquillos
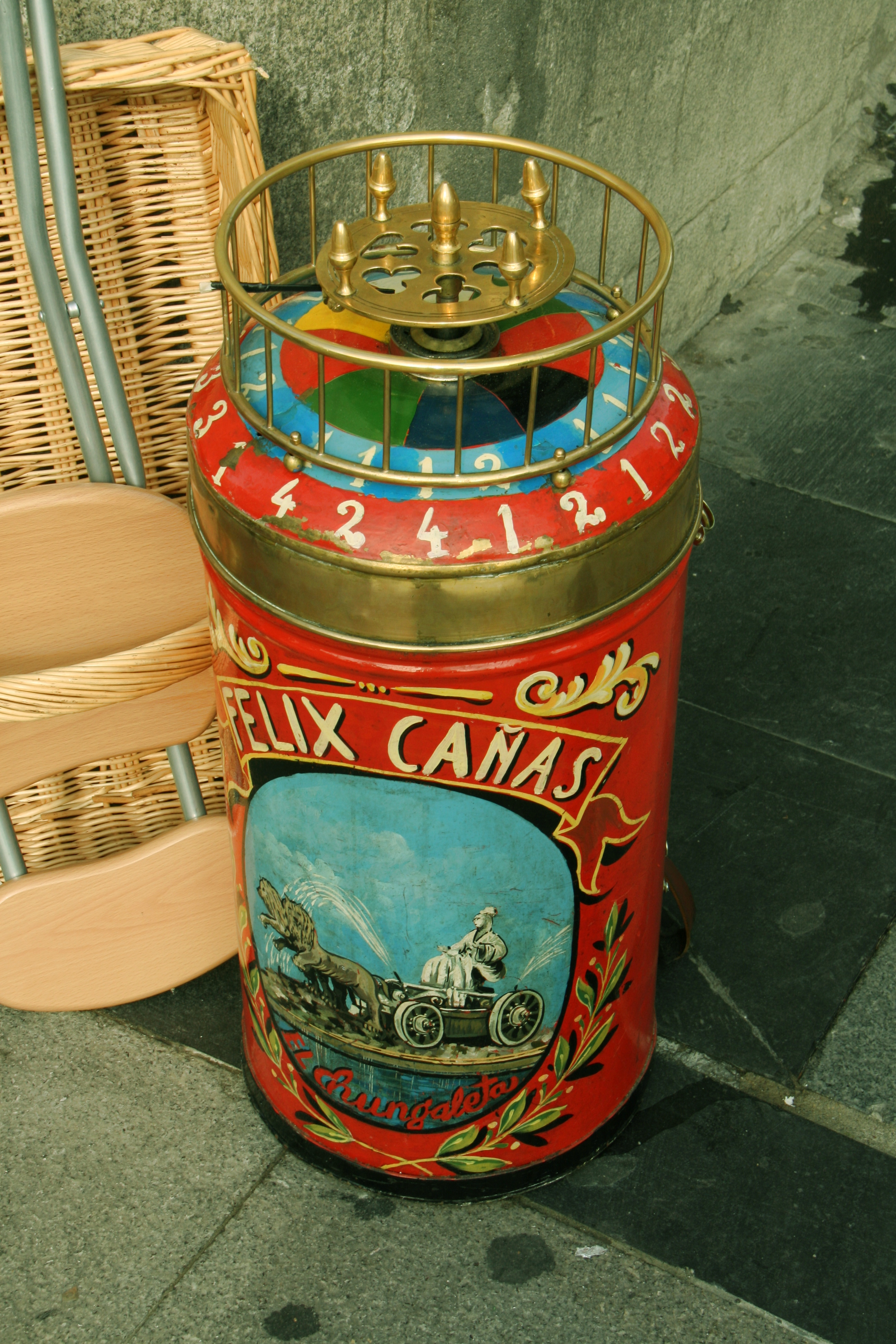
Ruleta del barquillero
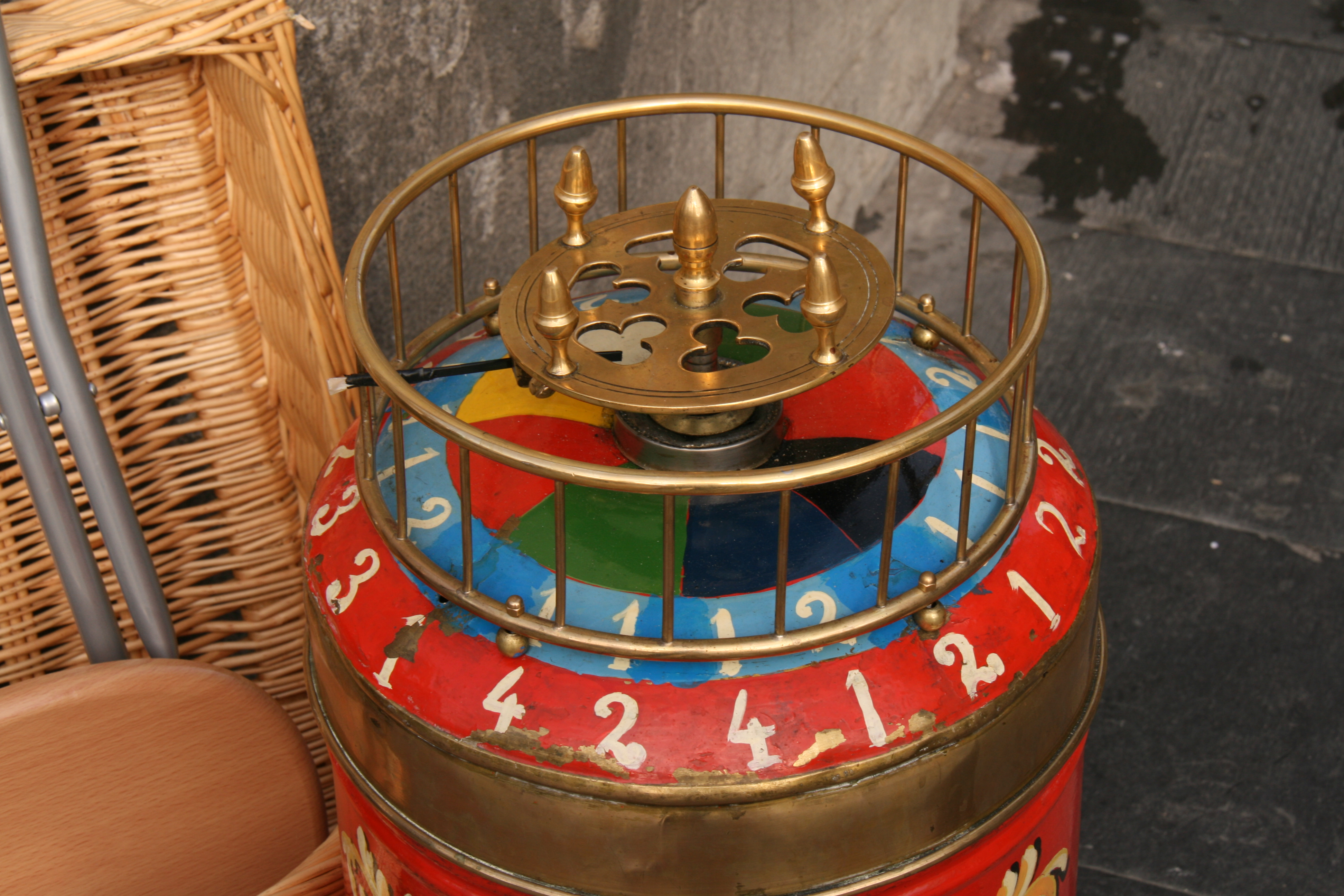
Detalle de la ruleta
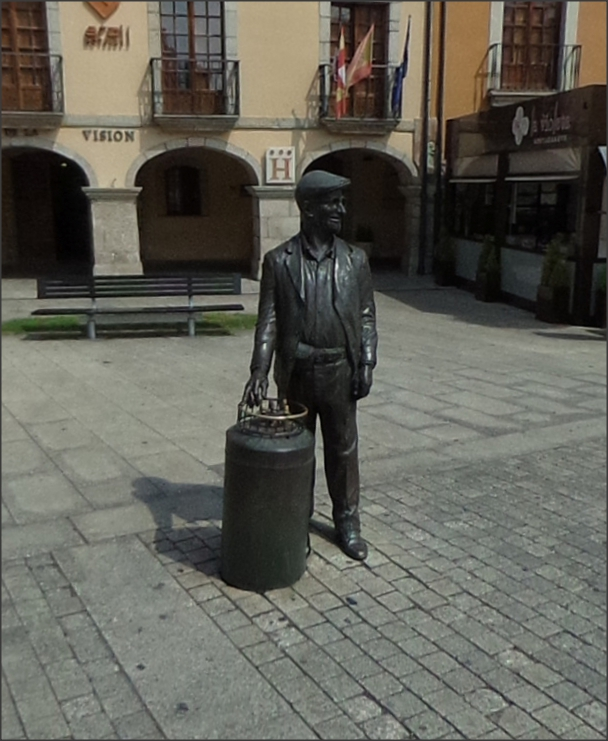
Monumento a Pepe Cortés el barquillero, en Ponferrada (España)